# Kharkhorin
Kharkhorin (mongol cyrillique : Хархорин сум translittération : kharkhorin sum) est un sum de l'aïmag d'Övörkhangai, en Mongolie

## Histoire
C'est dans ce sum que se situe la Vallée de l'Orkhon, lieu de la découverte de ce qu'on appelle aujourd'hui l'alphabet de l'Orkhon, des pétroglyphes sur des sculptures du VIIIe siècle, appartenant à l'écriture utilisée par les Köktürks pour écrire le vieux-turc.
Au début du XIIIe siècle, Gengis Khan, fondateur et khagan de l'empire mongol, y établit sa capitale sous le nom de Karakorum (transcription latine de Хар Хорум, khar khorum, rocher noir). À sa mort, lui succèdent dans la capitale au poste de khagan, son fils Ögödei (1227 à 1241), puis Güyük, fils d'Ögödei (1241 à 1251).
En 1251, Sorgaqtani, veuve de Tolui, 4e fils de Gengis Khan, fait élire par le Qurultay, son fils Möngke à la succession de Güyük.
En 1258, le khagan Möngke, part en campagne avec son frère, Kubilai Khan, pour la conquête de la Chine de la dynastie Song et laisse la régence de l'Empire à leur frère Ariq Boqa. Ils prennent le Nord de la Chine, le Sud résiste, gouverné par ce que l'on appelle la dynastie Song du Sud.
Après la mort de Möngke en 1259, commence la Guerre civile toluid (1260 à 1264), guerre de succession entre Ariq Boqa resté à Karakorum et Kubilai Khan — établi à Yuan Shangdu — et allié à Alghu, khan du Khanat de Djaghataï. Kubilai en sort vainqueur, son frère se rendant à lui, en 1264, à Shangdu.
En fondant en 1271 la Dynastie Yuan Kubilai est donc devenu le nouveau Khagan et la capitale de l'Empire est déplacée à Khanbalik (Pékin) qui devient la capitale d'un territoire à peu près équivalent à la Chine actuelle.